# Akademia Filmu i Telewizji
Akademia Filmu i Telewizji – dwuletnia, policealna szkoła artystyczna w Warszawie, wpisana do rejestru niepublicznych szkół i placówek artystycznych Ministerstwa Kultury i Sztuki (wpis nr 210/32/1998).

## Charakterystyka
Akademia istnieje od 1991 r. Założył ją i pierwszym dyrektorem był reżyser filmowy Roman Wionczek. Od 1998 r. do 2008 r. szkołę prowadził reżyser Józef Gębski. Szkoła jest zarządzana przez „Akademię” spółkę z o.o. Od 2008 r. do 2016 r. dyrektorem był reżyser Andrzej Kotkowski.
Nauka w Akademii Filmu i Telewizji trwa dwa lata (cztery semestry). Warunkiem przyjęcia jest posiadanie minimum średniego wykształcenia i odbycie z wynikiem pozytywnym rozmowy kwalifikacyjnej. Nauka odbywa się w dwóch trybach: dziennym i zaocznym.
Adres: 04-186 Warszawa, ul. Grochowska 83

## Kierunki nauczania
- Reżyseria filmowa i telewizyjna (reżyser)
- Scenariopisarstwo (scenarzysta)
- Sztuka operatorska (operator obrazu)
- Montaż (montażysta)
- Realizacja dźwięku (realizator dźwięku)
- Organizacja produkcji (kierownik produkcji filmowej)